# Oblężenie Malty (1429)
Oblężenie Malty w roku 1429 było próbą przejęcia Malty, będącej częścią królestwa Sycylii, przez hafsydzkich Saracenów. Najeźdźcy zostali odparci, lecz wielu Maltańczyków zostało zabitych lub wziętych do niewoli.

## Podłoże historyczne
W XV wieku wyspy maltańskie były już całkowicie schrystianizowane, i całkiem niedawno, bo w roku 1426, wyzwoliły się od zależności feudalnej. W tym czasie liczba ludności Malty wynosiła 16 000 — 18 000.
Siły obronne Malty składały się z armii aragońskiej, oraz około 300 żołnierzy maltańskiej Dejma. Zebrano więcej żołnierzy, i około 4 000 mężczyzn chwyciło za broń przeciwko najeźdźcom hafsydzkim.

## Oblężenie
We wrześniu 1429 roku, armia około 18 000 hafsydzkich Saracenów pod wodzą Kaid Radivana, przybyła z Tunezji na Maltę. Chcieli oni zdobyć wyspę i uczynić z niej bazę wypadową do dalszych podbojów. Hafsydzi najpierw zaatakowali miasto stołeczne Mdinę. Po trzech dniach ciężkich walk odstąpili jednak od miasta, łupiąc po drodze inne miejscowości. W którymś momencie zdobyli i zniszczyli klasztor Augustianów w Rabacie.
Podczas oblężenia około 3 000 mieszkańców Malty zostało schwytanych i wziętych w niewolę, wielu innych zostało zabitych. Później władcy Sycylii zachęcali do emigracji na Maltę, aby zwiększyć jej populację. Oblężenie zdewastowało Maltę, jego efekty były wciąż widoczne mimo upływu lat. 
Według lokalnych legend, św. Jerzy, św. Paweł Apostoł oraz św. Agata pomagali Maltańczykom podczas oblężenia. Św. Paweł pojawił się na białym koniu, ze sztyletem w ręku, aby bronić Maltańczyków. W roku 1682 Mattia Preti otrzymał zlecenie namalowania tego wydarzenia. Obraz znajduje się dziś w kaplicy w katedrze św. Pawła w Mdinie.

## Następstwa oblężenia
Pomimo że najazd ten jest mniej znany niż podobne wydarzenie w 1565 roku, niektórzy historycy twierdzą, że oblężenie w 1429 roku było gorsze, gdyż Maltańczycy walczyli sami, bez żadnej pomocy z zewnątrz.